# William Heneker
Pour les articles homonymes, voir Heneker.
William Charles Giffard Heneker, (22 août 1867 - 24 mai 1939) est un soldat canadien qui sert avec l'armée britannique en Afrique de l'Ouest, en Inde, puis plus tard sur le Front occidental pendant la Première Guerre mondiale. Stratège militaire et tacticien remarquable, il est devenu l'un des Canadiens les plus expérimentés et les plus décorés de l'Empire britannique, et l'un des rares Canadiens à atteindre le grade de général à part entière.

## Éducation
William Heneker est né à Sherbrooke, Québec le 22 août 1867, fils de Richard William Heneker (1823–1912) et Elizabeth, fille du capitaine Edward Tuson RN. ses premières études à Bishop's College School à Lennoxville, au Québec. Puis il est entré plus tard dans la vie militaire lorsqu'il s'est inscrit au Collège militaire royal du Canada à Kingston (Ontario) le 1er septembre 1884. Élève affecté no 168, il obtient son diplôme du CMR le 28 juin 1888 avec le grade de sergent et de première classe.

## Service militaire
Au cours des premières décennies d'existence du CMR, il était courant que le War Office de Londres offre des commissions dans l'armée britannique aux meilleurs diplômés canadiens. Heneker a accepté une commission impériale avec le 1er bataillon, Connaught Rangers en tant que sous-lieutenant le 5 septembre 1888. À l'époque où l'unité était en service en Inde et Heneker y a rejoint le régiment. Il a été promu lieutenant 12 février 1890, puis a été promu capitaine le 10 mars 1897. Peu après a été détaché auprès du Protectorat de la Côte du Niger et a commencé la période de sa carrière qui allait définir son héritage.
Entre 1897 et 1906, Heneker a servi sur le théâtre ouest-africain et a participé à diverses campagnes allant de l'engagement militaire en temps de paix à la contre-insurrection en passant par les principales opérations de combat. Il a servi dans l'expédition des territoires du Bénin en 1899 en tant qu'officier de renseignement et d'enquête, et a obtenu une citation militaire britannique pour ses services. Heneker commandait le Ulia et Ishan Expéditions (mars-mai 1901, mentionnées dans les dépêches), la Opérations Ibeku-Olokoro, opérations Afikpo et également commandement de la colonne no 4 de la guerre anglo-aro (novembre 1901 à mars 1902 ; mentionnée dans les dépêches). Il a obtenu le brevet de major le 31 juillet 1901, pour des services rendus lors d'opérations dans Esan et dans le pays d'Ulia, et a été nommé Compagnon du Ordre du Service distingué (DSO) pour les services pendant la guerre anglo-aro. L'année suivante, il était commandant en second du Southern Nigeria Regiment, dans Sud du Nigeria, et a également servi dans la Royal West African Frontier Force. Heneker a également mené une campagne notable contre le chef Adukukaiku d'Iggara, pour laquelle il a de nouveau reçu une mention dans les dépêches. Heneker a été promu au brevet de lieutenant-colonel le 21 août 1903, mais reçut son grade substantiel dans l'armée britannique de major le 16 février 1907. Il reçut plus tard le Brevet de plein colonel le 24 octobre 1907.
Heneker a finalement été muté en Afrique australe où il a été adjudant-adjoint adjoint et quartier-maître-général du district de la colonie d'Orange du 21 avril 1906 au 20 avril 1910. Il a ensuite servi brièvement en Inde et au Frontière du Nord-Ouest. En tant que lieutenant-colonel, il a commandé le 2e bataillon North Staffordshire Regiment à Peshawar, en Inde, le 10 avril 1912. Il a servi en tant que commandant de brigade temporaire, 1st Peshawar Infantry Brigade en 1912, puis brièvement comme commandant de brigade temporaire, Rawalpindi Infantry Brigade de 1913 à 1914. Il est finalement nommé commandant de la 1st Infantry Brigade, Quetta, en octobre 1914. Pendant ce temps, Heneker continue de servir comme l'un des aides de camp du roi, un rendez-vous qu'il reçut en octobre 1907 et qu'il conserva jusqu'en juin 1917. William Heneker était également un soldat ingénieux et habile en tant que tacticien exceptionnel. Pour ses services militaires en Afrique de l'Ouest, il a été investi par le roi Édouard VII le 18 décembre 1903 avec le Ordre du Service distingué.

## Pensée militaire
En 1907, Heneker a publié un livre sur l'innovation tactique dans les petites guerres intitulé « Bush Warfare ». Première analyse sérieuse des caractéristiques des petites guerres depuis la publication en 1896 du Small Wars du lieutenant-colonel de l'armée britannique, la propre étude de Heneker est devenue une lecture indispensable et une ressource pour tous les commandants jusqu'à l'apparition de nouvelles publications doctrinales dans les années 1930. En 2007, l'historien militaire canadien Andrew Godefroy a édité une nouvelle édition de Bush Warfare en l'honneur du centenaire de sa publication originale.

## Première guerre mondiale
Le général de brigade temporaire William Heneker a été affecté au service actif en Europe au début de la Première Guerre mondiale. Il commanda la 54th Infantry Brigade, Corps expéditionnaire britannique du 13 mars au 14 décembre 1915. Au cours de cette période, il a été gravement blessé, mais a réussi à récupérer suffisamment de ses blessures pour retourner au service de première ligne. Heneker a reçu sa promotion substantielle au colonel le 10 avril 1916, bien qu'il ait conservé son engagement temporaire comme brigadier. Soucieux de reprendre le commandement, il est nommé à la tête de la 190th Brigade d'infanterie, Royal Naval Division, en France, du 29 octobre au 8 décembre 1916.
La prochaine nomination de Heneker fut au commandement de la 8e division d'infanterie, qu'il dirigea du 9 décembre 1916 jusqu'à la fin de la guerre. Il fut promu substantif major général le 3 juin 1917, à la mesure de ses nouvelles responsabilités.
Malgré une défense tenace lors de l'offensive allemande de 1918, la division du général de division Heneker est envahie dans la ville de Villers-Bretonneux. Heureusement, la 13th Brigade (Australie) de Sir Thomas William Glasgow et la 15th Brigade (Australie) de Harold Elliott ont réussi à reprendre la position sur « le 25 avril 1918 », et cet exploit d'armes fut décrit plus tard par le lieutenant-général Sir John Monash, commandant le Australian Corps, comme le tournant de la guerre. Pour son service de guerre, Heneker a été nommé commandant de l'Ordre national de la Légion d'honneur en 1918, et un Chevalier Commandeur de l'Ordre du Bain en 1919.

## Après-guerre
Après l'armistice du 11 novembre 1918, Heneker est resté en service dans l'armée britannique pendant l'Occupation de la Rhénanie après la Première Guerre mondiale. Sa division détenait une partie de la tête de pont à l'est de Cologne, en Allemagne, de mars à octobre 1919, après quoi il prit le commandement d'une nouvelle formation, la division indépendante de l'armée du Rhin, qu'il commanda d'octobre 1919 à février 1920. Heneker commanda la garnison du Rhin à Cologne à partir de mars 1920.
En 1921, Heneker a été commandant de la Commission interalliée de gestion en Haute-Silésie, stabilisant les frontières entre l'Allemagne et la Pologne. Il a ensuite été nommé General Officer Commanding de la 3e division à Salisbury Plain (Angleterre) jusqu'en 1926. En 1928, il retourna en Inde, où il fut nommé commandant en chef, Southern Command en Inde. Il quitta son poste de GOC-in-C le 22 mars 1932, et a été mis en demi-solde le lendemain avant de prendre sa retraite de l'armée le 16 avril 1932,.

## Famille
Il a épousé Clara Marion, fille d'E. Jones, de Velindre, Wales, en 1901. Le couple avait deux fils : David William, né le 31 mars 1906, et Patrick Allason Holden, né le 1er septembre 1908. David Heneker était un compositeur et parolier de Charlie Girl. Il a été nommé pour trois Tony Awards en 1961, comme l'un des auteurs du livre et des paroles en anglais pour le meilleur candidat musical Irma la Douce (film), et en 1965, comme meilleur compositeur et parolier et pour la musique et les paroles du meilleur candidat musical Half a Sixpence. Patrick Allason Holden était un Capitaine dans la 3e cavalerie des Forces armées indiennes ; il est décédé le 29 août 1942 en tant que Prisonnier de guerre à Singapour.